# Homoseksualność

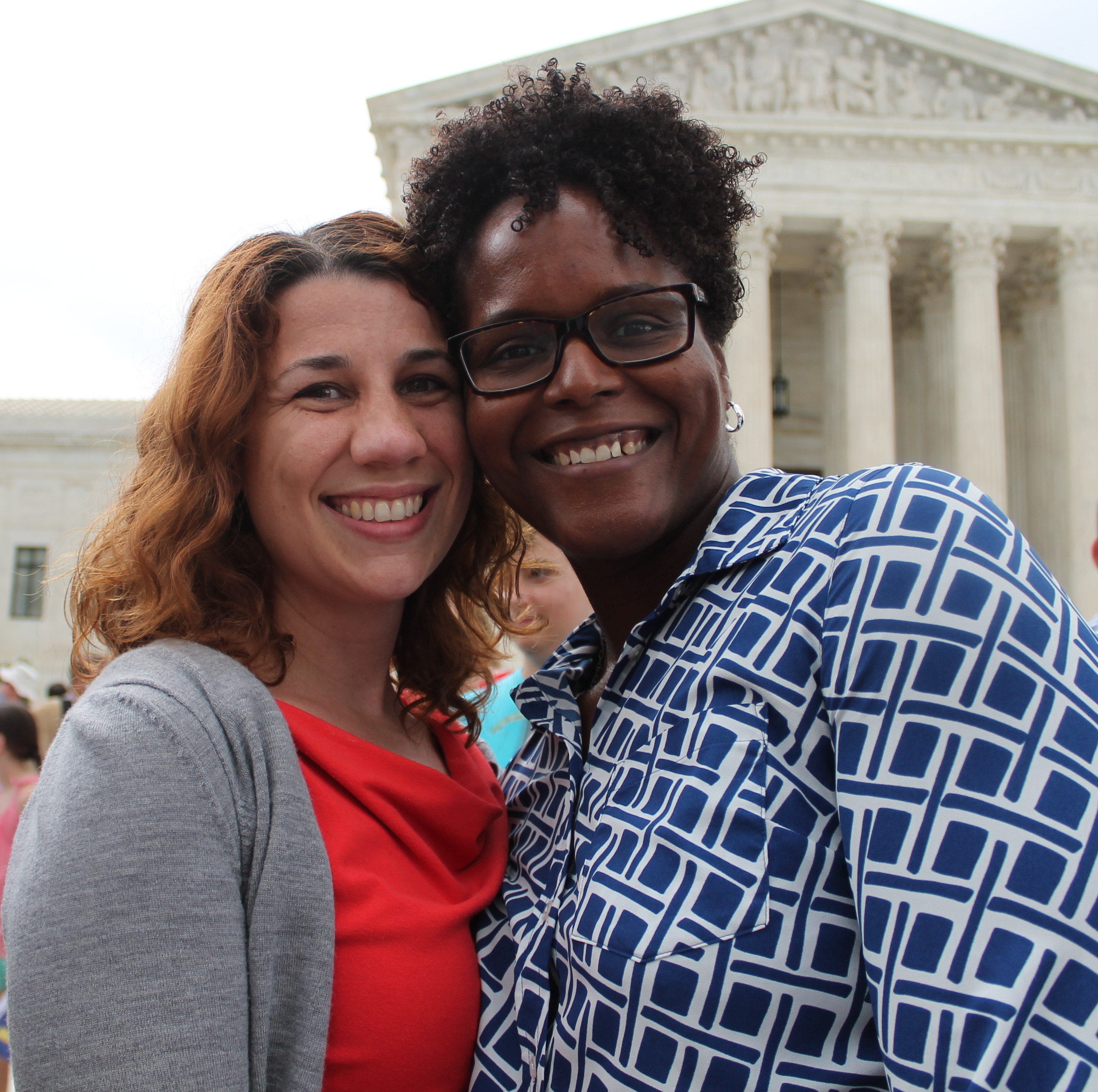
Para lesbijska, Waszyngton, 2015

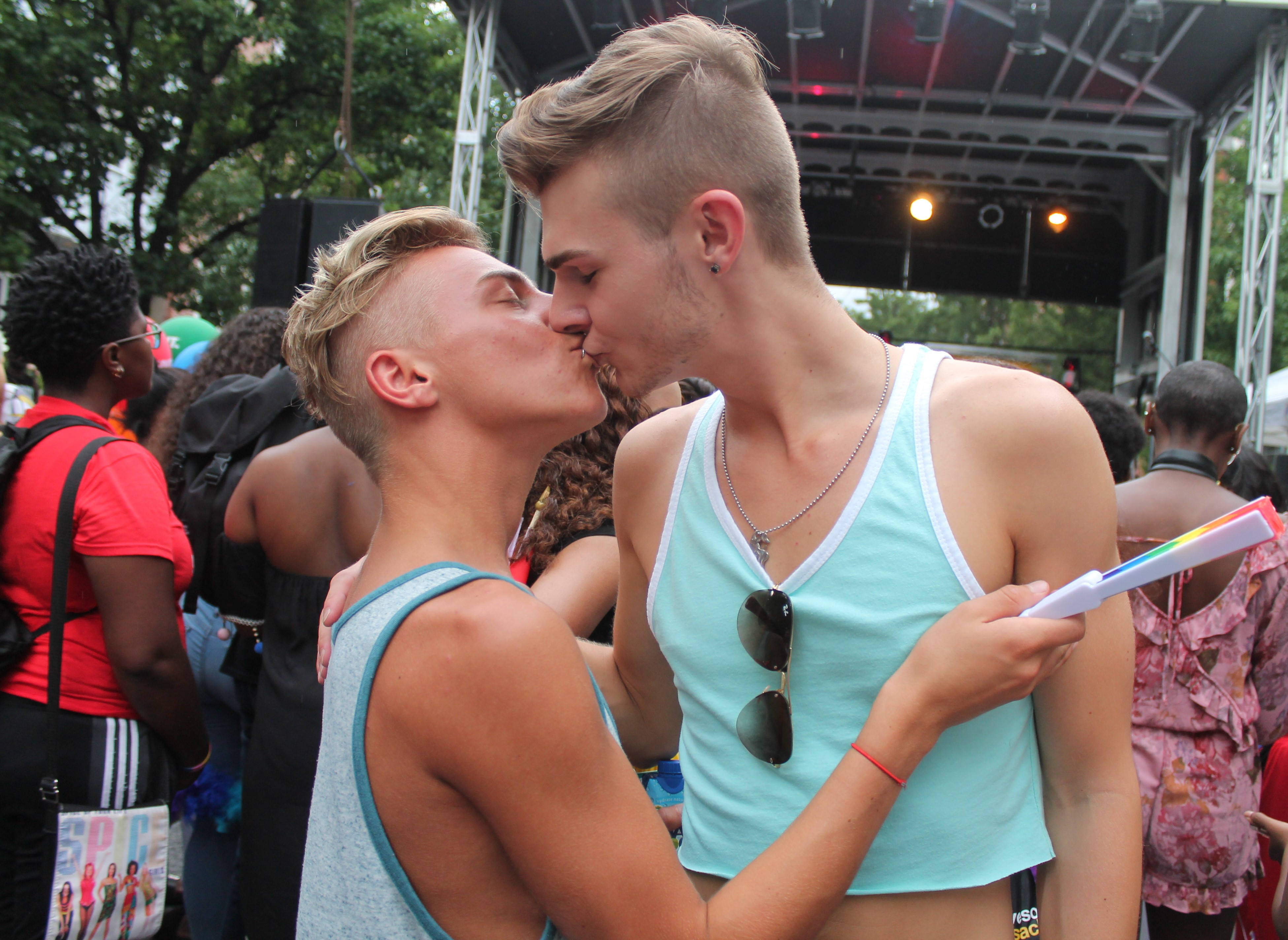
Para gejowska, Baltimore, 2017

Homoseksualność, homoseksualizm (z greki ὁμόιος homoios „taki sam, równy” oraz z łac. sexualis „płciowy”) – pociąg romantyczny, seksualny lub zachowanie seksualne pomiędzy osobami tej samej płci. Obok heteroseksualności i biseksualności jest jedną z trzech głównych orientacji psychoseksualnych w ramach kontinuum seksualnego.
Naukowcy podejrzewają, że homoseksualizm jest spowodowany złożoną zależnością wpływów genetycznych, hormonalnych i środowiskowych i nie uważają, by był on kwestią wyboru. Uznają teorie biologiczne, i choć niektórzy wskazują także czynniki społeczne, to podkreślają biologiczne podłoże homoseksualizmu, zwłaszcza w przypadku mężczyzn. Nie ma przekonujących dowodów na rolę odgrywaną przez rodzicielstwo lub doświadczenia z wczesnego dzieciństwa w kształtowaniu homoseksualizmu. Z powodu braku możliwości naturalnego rozmnażania płciowego pomiędzy osobnikami tej samej płci powszechny w społeczeństwie jest wywodzący się z filozofii klasycznej etyczny pogląd o nienaturalności aktów homoseksualnych. Badania naukowe wykazały jednak, że sam pociąg homoseksualny nie jest sam w sobie źródłem negatywnych skutków psychologicznych. Poza ludźmi zachowania homoseksualne zostały udokumentowane u wielu gatunków zwierząt, jednakże tylko w przypadkach owiec domowych wykryto istnienie homoseksualnej orientacji płciowej. Nie ma wystarczających dowodów na poparcie interwencji psychologicznych w celu zmiany homoseksualnej orientacji płciowej ani upodobań seksualnych w ogóle. Brak badań dowodzących skuteczności takich interwencji.
Najczęstsze oznaczenia określające osoby homoseksualne to „lesbijka” dla kobiet i „gej” dla mężczyzn (choć w języku angielskim słowo gay jest używane zarówno w odniesieniu do homoseksualnych mężczyzn, jak i kobiet). Wiele gejów i lesbijek żyje w trwałych i wzajemnie oddanych związkach. W zakresie kluczowych aspektów psychologicznych takie związki są równoważne relacjom heteroseksualnym. Liczba osób, które identyfikują się jako osoby homoseksualne oraz odsetek osób doświadczających związków seksualnych z osobami tej samej płci są trudne do oszacowania z różnych powodów, m.in. dlatego że wiele osób homoseksualnych nie ujawnia otwarcie swojej orientacji z powodu homofobii i innych form nietolerancji.
Związki i akty homoseksualne były afirmowane, a także potępiane na przestrzeni dziejów, w zależności od formy, jaką przyjmowały, i kultury, w jakiej występowały. Liberalizacja stosunku do homoseksualności w państwach zachodnich następowała powoli. Tolerancja lub aprobata dla homoseksualności zaczęły zwiększać się stopniowo od czasów rewolucji seksualnej w latach 60. XX wieku, a dopiero od początku XXI wieku warunki polityczne umożliwiły formalną widoczność i podliczenie osób homoseksualnych. Nastąpiła też zmiana w zakresie zwiększenia widoczności oraz uznania równych praw osób homoseksualnych przez większość państw zachodnich, w tym: prawa do zakładania rodziny, zawierania małżeństw i związków partnerskich, adopcji i wychowywania dzieci, zatrudnienia, służby wojskowej, równego dostępu do opieki zdrowotnej. Wprowadzono mechanizmy prawne przeciwdziałające aktom nienawiści na tle orientacji seksualnej (niekiedy przyjmujące formę cenzury wypowiedzi podważających naturalność homoseksualizmu), w tym wobec osób w okresie dojrzewania szczególnie narażonym na przemoc.
Niektórzy homoseksualiści odczuwają poczucie tożsamości oraz przynależności do społeczności LGBT.

## Termin
Znaczenie słowa „homoseksualność” może się różnić w zależności od kontekstu. Współcześnie określenie to bywa rozumiane w trzech powiązanych wzajemnie znaczeniach:
- stan pociągu seksualnego/romantycznego lub podniecenia (ang. sexual/romantic attraction or arousal), w którym istnieją u danej osoby szczególne preferencje lub predyspozycje do angażowania się w kontakty seksualne z drugą osobą tej samej płci,
- zachowanie seksualne (ang. sexual behaviour), kontakty seksualne z drugą osobą tej samej płci. Jeśli takie zachowania występują bez pociągu homoseksualnego czy przyjmowania tożsamości homoseksualnej (np. kontakty homoseksualne więźniów) określane są jako homoseksualność sytuacyjna lub pseudohomoseksualność,
- rola społeczna i tożsamość seksualna (ang. sexual identity), rozumiane jako jedna z wielu ról istniejących w społeczeństwach[potrzebny przypis].

W krajach zachodnich istnieje tendencja do łączenia wszystkich trzech znaczeń, w efekcie osoby homoseksualne wykazują określone zachowania ze względu na swoje predyspozycje, prowadząc jednocześnie określony styl życia. W koncepcji orientacji seksualnej pociąg seksualny, zachowania i tożsamość ściśle się ze sobą łączą, a ich oddzielne traktowanie jest źródłem błędów.

### Pochodzenie pojęcia

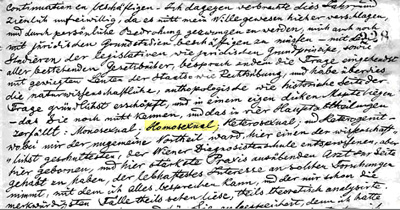
Karl-Maria Kertbeny wprowadził określenie „homoseksualny”. Po raz pierwszy zostało ono użyte w liście na ilustracji.

Termin „homoseksualizm” został utworzony w 1869 roku przez pisarza Karla Kertbenego jako przeciwieństwo heteroseksualizmu. Jako termin medyczny określenie to pojawiło się po raz pierwszy w 1892 w tłumaczeniu C.G. Chaddocka dzieła Psychopathia Sexualis Kraffta-Ebinga na język angielski, jednak z negatywną konotacją (jako patologia).

### Homoseksualność/homoseksualizm
Termin homoseksualizm to termin, który pojawił się w XIX w. jako termin medyczny, stąd końcówka -izm, kojarzona z chorobą lub zaburzeniem. Homoseksualizm był jednak sukcesywnie wykreślany z list chorób i zaburzeń psychicznych od lat siedemdziesiątych do lat dziewięćdziesiątych XX w.: w 1973 roku z klasyfikacji Amerykańskiego Towarzystwa Psychiatrycznego (Diagnostic and Statistical Manual of Mental Disorders), a w 1991 roku – z Międzynarodowej Klasyfikacji Chorób i Problemów Zdrowotnych (International Classification of Diseases and Related Health Problems) opracowanej przez Światową Organizację Zdrowia. Współcześnie, ze względu na szacunek do osób homoseksualnych, formę homoseksualność uważa się za właściwszą; w wielu językach formy odpowiadające angielskiemu homosexualism wyparły formy typu homosexuality, ze względu na uważanie formy homosexualism za uwłaczającą oraz towarzyszące temu terminowi skojarzenie z ideologią, a nie orientacją seksualną. Świadczą o tym działania ruchów LGBT, artykuły naukowe, oświadczenia seksuologów i psychologów, a także stanowiska instytucji: Stowarzyszenia Lambda Warszawa, Polskiego Towarzystwa Seksuologicznego na temat zdrowia osób o orientacji homoseksualnej, Rady Języka Polskiego oraz Rzecznika Praw Obywatelskich. Niektóre firmy (m.in. Ikea) zwracają uwagę na stosowanie formy homoseksualność, aby zachować szacunek w stosunku do homoseksualnych pracowników.

### Określenia

#### Historyczne
Język staropolski miał dosyć bogatą leksykę seksu między mężczyznami: „samcołożnik" pochodzi z 1619 roku; słowo to było używane w przekładach Biblii. Inne staropolskie określenia homoseksualnego mężczyzny to: „dodomczyk”, „chłopczykarz”, „sodomita”, „mężolubnik”, „mężołożnik”. „Paziolubstwo” z kolei określało efebofilię wśród szlachetnie urodzonych.
W XIX wieku do określenia męskiej orientacji homoseksualnej zaczęto używać wielu nowych terminów zapożyczonych z języka starogreckiego: „uranizm” bądź „pederastia”. Orientacja lesbijska (seks między kobietami) była zaś określana jako „safizm” lub „trybadyzm”.
Słowa te, dziś rzadko spotykane, mają pewne niuanse znaczeniowe. Uranizm oznaczał seks między mężczyznami (od boga Uranosa, ojca bogów i tytanów, władcy nieba). Słowo „pederastia” pochodzi od greckiego paiderastia, co znaczy „miłość do chłopców” (z greckiego pais – chłopiec i erastes – kochanek) – w starożytnej Grecji typowe były stosunki homoseksualne między dojrzałymi mężczyznami a dorastającymi chłopcami. Encyklopedia PWN definiuje pederastię jako homoseksualizm męski, w szczególności zachowania seksualne dorosłego mężczyzny wobec młodzieńca, a w obiegowym znaczeniu jako stosunek analny mężczyzny z młodzieńcem. Safizm to określenie miłości lesbijskiej pochodzące od imienia poetki greckiej Safony, autorki czułych wierszy miłosnych skierowanych do kobiet. Trybadyzm oznacza rodzaj seksu między kobietami, polegający na ocieraniu się intymnymi częściami ciała (od gr. tríbein – ocierać się, trzeć). Termin homoseksualizm pojawił się w Słowniku wyrazów obcych Trzaski, Everta i Michalskiego, wydanym w roku 1927, i został tam zdefiniowany jako „pociąg płciowy do osób tej samej płci”.

#### Współczesne

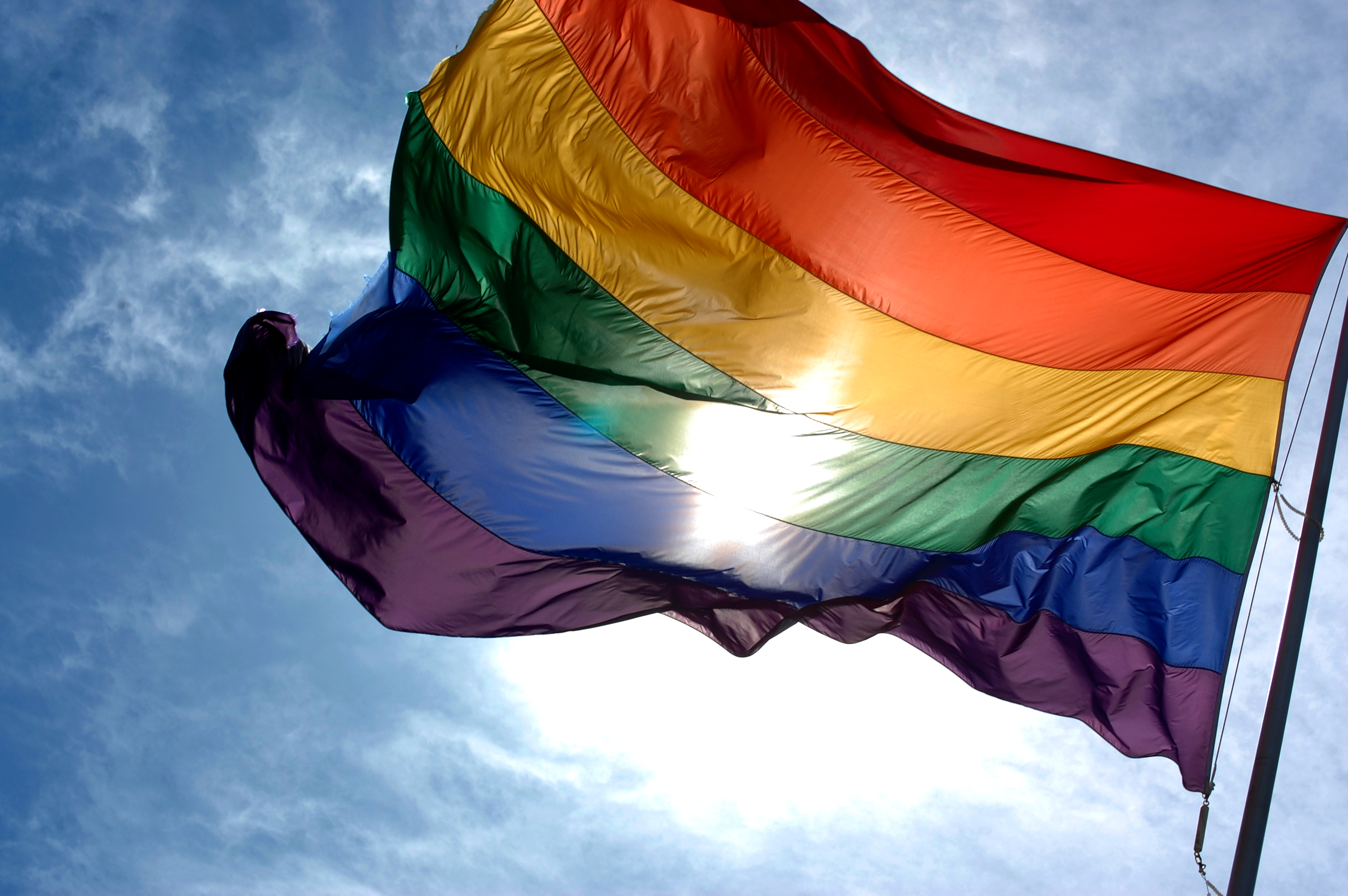
Tęczowa flaga – międzynarodowy symbol społeczności LGBT+

W latach 60. XX wieku zaczęto stosować słowo gej (ang. gay) w odniesieniu do mężczyzn homoseksualnych i z pozytywną konotacją, według filozofa Michela Foucaulta jako wyraz „walki o nową świadomość, niezależną tożsamość i społeczne uznanie”. Żeńskim odpowiednikiem tego określenia jest lesbijka (od nazwy wyspy Lesbos, z której pochodziła Safona).
Według organizacji Grupy Edukatorów Seksualnych „Ponton” pozytywny wydźwięk mają sformułowania osoba homoseksualna i osoba o orientacji homoseksualnej, które podkreślają podmiotowość takich osób.

## Demografia
Trudno ustalić udział homoseksualistów w społeczeństwie, przede wszystkim, dlatego że osoby homoseksualne są w kulturach heteronormatywnych poddane nieustannemu wykluczeniu. Wskutek tego część z nich obawia się ujawnienia swojej tożsamości, część internalizuje uprzedzenia homofobiczne, co prowadzi do wypierania się własnej homoseksualności (internalised homophobia). Badania, które za osobę homoseksualną uznają kogoś, kto odbywał stosunki seksualne tylko z osobami tej samej płci, zwykle wyznaczają odsetek populacji homoseksualnej w granicach 1%. Według badań przeprowadzonych w krajach zachodnich stałe zachowania homoseksualne wykazuje 2–7% ludzi, a orientację homoseksualną w Stanach Zjednoczonych deklaruje 1,4% kobiet i 2,8% mężczyzn. W Stanach Zjednoczonych najwięcej mężczyzn deklarujących orientację homoseksualną lub biseksualną to Latynosi – 3,7%. Wśród osób pochodzących z Azji badanie nie wykazało osób o orientacji homo- lub biseksualnej. Biali i czarni mężczyźni deklarowali odpowiednio 3,0% i 1,5%. Wśród kobiet najwięcej deklarujących orientację homo- lub biseksualną należy do rasy białej 1,7%. Pozostałe grupy etniczne deklarowały: kobiety czarne 0,6%, Latynoski 1,2% i kobiety pochodzenia azjatyckiego 0%. Mniejszości seksualne w 12 największych miastach USA to 9,2% mężczyzn i 2,6% kobiet. Na terenach wiejskich to 1,3% mężczyzn i 0% kobiet. Wyższy poziom wykształcenia jest powiązany z większym udziałem osób homoseksualnych i biseksualnych. Wśród osób, które nie ukończyły szkoły średniej 1,6% mężczyzn i 0,4% kobiet to mniejszości seksualne, wśród osób po studiach 3,3% mężczyzn i 3,6% kobiet to mniejszości seksualne.
Naukowcy, prowadząc badania, definiują osobę homoseksualną jako osobę, która sama się za taką uważa. Problem w takiej definicji pojawia się, gdy bierzemy pod uwagę kultury niezachodnie, które nie konstruują sztywnego podziału na homo-, bi- i heteroseksualistów. W niektórych kulturach uznaje się, że każdy człowiek posiada potencjalne predyspozycje do uprawiania seksu zarówno homoseksualnego, jak i heteroseksualnego. W związku z tym, nawet osoba, która często uprawia seks z osobami tej samej płci, może nie uważać siebie za „osobę homoseksualną” w znaczeniu kultury Zachodu. Inny problem polega na konstruowaniu przez różne społeczeństwa odmiennych konfiguracji płci kulturowej. Przykładem może być indyjska hidźra, która jest uważana za trzecią płeć i – choć posiada męskie ciało – to seks mężczyzny z nią nie jest uważany za seks homoseksualny. Istnieją także problemy z definicją orientacji seksualnej w przypadku osób transpłciowych.
Sondaż Instytutu Gallupa z 2002 roku pokazał, że zdaniem Amerykanów, nawet 21% mężczyzn to geje, a 22% kobiet to lesbijki. Około jedna czwarta pytanych oszacowała liczbę osób homoseksualnych na więcej niż 25% populacji. Natomiast, co najmniej jeden na sześciu pytanych nie był w stanie oszacować tej liczby. Mężczyźni podawali niższe szacunki niż kobiety. Co ciekawe, respondenci obu płci uważali, że wśród osób płci przeciwnej jest więcej osób homoseksualnych niż wśród osób ich własnej płci. Rosnąca liczba homoseksualnych bohaterów w mediach, w większości pozytywnych, może wpływać na akceptację homoseksualności wśród społeczeństwa i tym samym powodować to, że Amerykanie zawyżają liczbę gejów i lesbijek w populacji. Wyniki dotyczące liczby homoseksualnych kobiet bazują na sondażu telefonicznym przeprowadzonym na grupie 489 osób, a mężczyzn – 518 osób. Jak podaje Gallup, amerykański spis powszechny z 2000 roku wykazał, że pary jednopłciowe stanowią mniej niż 1% wszystkich gospodarstw domowych.

## Homoseksualność w medycynie i psychologii

### Stanowisko organizacji naukowych
Istnieje konsensus naukowy, że homoseksualność jest normalnym wariantem ludzkiej seksualności. Takie stanowisko prezentują:
- Światowa Organizacja Zdrowia[91], Światowe Towarzystwo Psychiatryczne[92], Światowe Towarzystwo Medyczne[93], Światowe Towarzystwo Zdrowia Seksualnego[94], International Society of Psychiatric-Mental Health Nurses(inne języki)[95], Międzynarodowa Federacja Pracowników Socjalnych[96], Panamerykańska Organizacja Zdrowia(inne języki)[87], Stały Komitet Lekarzy Europejskich[97], Stowarzyszenie Psychiatryczne Ameryki Łacińskiej[98],
- Amerykańskie Towarzystwo Psychiatryczne[99], Amerykańskie Towarzystwo Psychologiczne[85][88][100], Amerykańskie Towarzystwo Psychoanalityczne[101][102], Amerykańska Akademia Pediatryczna[103][104], Amerykańska Akademia Psychiatrii Dzieci i Młodzieży[105][106][107], Amerykańskie Towarzystwo Medyczne[108], Amerykańskie Kolegium Lekarzy[109], Amerykańskie Stowarzyszenie Zdrowia Publicznego[105], Amerykańskie Stowarzyszenie Zdrowia Szkolnego[84], Amerykańska Akademia Lekarzy Rodzinnych[110][111], amerykańskie Towarzystwo Zdrowia i Medycyny Młodzieży[112], American Academy of Physician Assistants(inne języki)[113], Amerykańska Akademia Pielęgniarstwa[114], Amerykańskie Stowarzyszenie Pielęgniarek[115], amerykańskie Narodowe Stowarzyszenie Dyplomowanych Pielęgniarek Pediatrycznych[116], amerykańskie Narodowe Stowarzyszenie Pielęgniarek Szkolnych[117], Association of American Medical Colleges(inne języki)[118], Amerykańskie Stowarzyszenie Edukatorów, Doradców i Terapeutów Seksualnych[119], Amerykańskie Stowarzyszenie Psychologów Szkolnych[84], Amerykańskie Towarzystwo Terapii Małżeńskiej i Rodzinnej[120], amerykańskie Narodowe Stowarzyszenie Pracowników Socjalnych[88], amerykańskie Towarzystwo Terapii Behawioralnej i Poznawczej[121], Amerykańskie Stowarzyszenie Poradnictwa Psychologicznego[122], amerykańskie National Latinx Psychological Association[123], Amerykańskie Stowarzyszenie Doradców Szkolnych[84],
- Kanadyjskie Towarzystwo Psychiatryczne[124], Kanadyjskie Towarzystwo Psychologiczne[125], Kanadyjskie Towarzystwo Pediatryczne[126],
- brytyjskie Królewskie Kolegium Psychiatrów[127], Brytyjskie Towarzystwo Psychologiczne[128][129], Brytyjska Rada Psychoanalityczna[130], Rada Psychoterapii Zjednoczonego Królestwa[131], Brytyjskie Stowarzyszenie Medyczne[132], brytyjskie Królewskie Kolegium Lekarzy Rodzinnych[133], brytyjskie College of Sexual and Relationship Therapists(inne języki)[133], Brytyjskie Stowarzyszenie Poradnictwa Psychologicznego i Psychoterapii[134], Brytyjskie Towarzystwo Terapii Behawioralnej i Poznawczej[133], brytyjskie Narodowe Stowarzyszenie Poradnictwa Psychologicznego[135],
- Królewskie Australijsko-Nowozelandzkie Kolegium Psychiatrów[136], Australijskie Towarzystwo Psychologiczne[137][138], Australijskie Towarzystwo Medyczne[139], Australijska Federacja Psychoterapii i Poradnictwa Psychologicznego[140],
- Nowozelandzkie Towarzystwo Psychologiczne[123],
- Polskie Towarzystwo Psychologiczne[141], Polskie Towarzystwo Seksuologiczne[142][143],
- Stowarzyszenie Niemieckich Specjalistów w dziedzinie Psychiatrii i Psychoterapii[144], Niemieckie Towarzystwo Psychiatrii, Psychoterapii, Psychosomatyki i Neurologii[89][145], Niemieckie Towarzystwo Psychologiczne[123], Niemieckie Towarzystwo Medyczne[146],
- Austriackie Towarzystwo Psychiatrii, Psychoterapii i Psychosomatyki[147], Federalna Grupa Ekspertów Psychiatrii i Medycyny Psychoterapeutycznej Austriackiego Towarzystwa Medycznego[147][148], Austriackie Towarzystwo Zdrowia Publicznego[149], Austriackie Towarzystwo Seksuologiczne[150],
- Francuska Federacja Seksuologii i Zdrowia Seksualnego[151],
- Holenderski Instytut Psychologii[152], Królewskie Holenderskie Towarzystwo Medyczne[153], Holenderskie Towarzystwo Seksuologiczne[152],
- Hiszpańskie Towarzystwo Psychiatryczne[154], Hiszpańska Generalna Rada Psychologii[155], Madryckie Kolegium Psychologów[156][157], Hiszpańskie Towarzystwo Podstawowej Opieki Pediatrycznej[158], Hiszpańska Federacja Stowarzyszeń Seksuologicznych[159],
- Włoskie Towarzystwo Psychologiczne[160], włoska Krajowa Rada Psychologów[161][162], Włoskie Towarzystwo Seksuologiczne i Edukacji Seksualnej[163],
- Szwedzkie Towarzystwo Psychologiczne[164],
- Stowarzyszenie Portugalskich Psychologów[165], Portugalskie Towarzystwo Seksuologii Klinicznej[166],
- Szwajcarskie Towarzystwo Psychologiczne[152],
- Duńskie Towarzystwo Medyczne[167],
- Norweskie Towarzystwo Psychiatryczne[168], Norweskie Towarzystwo Psychologiczne[168],
- Fińskie Towarzystwo Medyczne[169],
- Irlandzkie Kolegium Psychiatryczne[170], Irlandzkie Towarzystwo Psychologiczne[171],
- Rosyjskie Towarzystwo Psychologiczne[123],
- Węgierskie Towarzystwo Psychologiczne[172],
- Południowoafrykańskie Stowarzyszenie Psychiatrów[173], Południowoafrykańskie Towarzystwo Psychologiczne[174][175], Południowoafrykańska Akademia Nauk[90],
- Chambre Camerounaise des Acteurs en Psychologie[123],
- Brazylijskie Towarzystwo Psychiatryczne[176], brazylijska Federalna Rada Psychologii[177][178], Brazylijskie Towarzystwo Psychologii Analitycznej[179], brazylijska Federalna Rada Medycyny[180], Associação Brasileira de Ensino de Psicologia[123], Brazylijskie Towarzystwo Psychologii Prawnej[123], Brazylijskie Towarzystwo Psychologii Szkolnej i Edukacyjnej[123], Brazylijskie Towarzystwo Psychoterapii[123], Instituto Brasileiro de Avaliação Psicológica[123], brazylijskie Associação Nacional de Pesquisa e Pós-graduação em Psicologia[123],
- Meksykańskie Towarzystwo Zdrowia Seksualnego[181],
- Kolumbijskie Towarzystwo Psychiatryczne[182], Kolumbijska Krajowa Rada Psychologii[152], Kolumbijskie Kolegium Psychologów[123], Kolumbijska Fundacja na Rzecz Postępu Psychologii[152],
- Chilijskie Kolegium Psychologów[183][184],
- Gwatemalskie Towarzystwo Psychologiczne[123],
- Izraelskie Towarzystwo Psychiatryczne[185], Izraelskie Towarzystwo Psychologiczne[186], Izraelskie Towarzystwo Pediatryczne[185], Izraelskie Towarzystwo Psychiatrii Dzieci i Młodzieży[185], Izraelskie Towarzystwo Medyczne[185], Izraelskie Towarzystwo Lekarzy Rodzinnych[185], Izraelskie Towarzystwo Medycyny Młodzieży[185],
- Libańskie Towarzystwo Psychiatryczne[187], Libańskie Towarzystwo Psychologiczne[188], Libańskie Towarzystwo Medyczne na Rzecz Zdrowia Seksualnego[189],
- Indyjskie Towarzystwo Psychiatryczne[190][191],
- Japońskie Towarzystwo Psychiatrii i Neurologii[192],
- Filipińskie Towarzystwo Psychologiczne[193],
- Hongkońskie Kolegium Psychiatrów[194], Hongkońskie Towarzystwo Psychologiczne[195],
- Tajwańskie Towarzystwo Psychiatryczne[196] i Tajwańskie Towarzystwo Medyczne[197].

### Historycznie
Hipokrates, grecki lekarz żyjący na przełomie V i IV wieku p.n.e. wśród zaburzeń psychicznych wymieniał „chorobę Scytów” (transwestytyzm), ale nie homoseksualność.
Soranus z Efezu, grecki lekarz żyjący na przełomie I i II wieku n.e. i Caelius Aurelianus, rzymski lekarz praktykujący w V wieku n.e. w swoich pracach zaliczali homoseksualność do zaburzeń psychicznych.
Awicenna, perski lekarz żyjący w latach 980–1037 n.e. w Kanonie medycyny sklasyfikował pasywną homoseksualność jako zaburzenie psychiczne.
Homoseksualność została umieszczona wśród zaburzeń psychicznych w The Physiognomy of Mental Diseases z 1833 roku autorstwa szkockiego lekarza Alexandra Morisona i w Compendium der Psychiatrie z 1883 roku autorstwa niemieckiego psychiatry Emila Kraepelina.
W 1886 roku Richard von Krafft-Ebing, niemiecki psychiatra, opublikował dzieło Psychopathia Sexualis, w którym homoseksualność i inne nieprokreacyjne zachowania seksualne uznał za patologię. Krafft-Ebing uważał, że skłonności homoseksualne mogą być uwarunkowane biologicznie i wtedy należałoby uznać je za chorobę wrodzoną.
Havelock Ellis (1896), brytyjski lekarz i Magnus Hirschfeld (1914), niemiecki lekarz, uważali homoseksualność za wrodzoną i normalną ekspresję ludzkiej seksualności.
Według Sigmunda Freuda (1905/1915), austriackiego lekarza i twórcy psychoanalizy, każdy człowiek rodzi się biseksualny. Nie uważał on homoseksualności za chorobę, lecz nie uznawał, że jest ona tak samo normalna jak heteroseksualność. Zdaniem Freuda, homoseksualność była wynikiem zatrzymania rozwoju seksualnego.
Po śmierci Freuda w 1939 roku jego następcy odrzucili koncepcję wrodzonego biseksualizmu. Stwierdzili, że jedyną biologiczną normą jest heteroseksualizm, a homoseksualność uznali za chorobliwy lęk do osób przeciwnej płci, spowodowany niewłaściwym wychowaniem przez rodziców. Do takiej interpretacji psychoanalizy przyczynił się przede wszystkim węgierski psychoanalityk Sándor Radó (1940).
W latach 50. i 60. wśród psychiatrów panował konsensus odnośnie patologicznego statusu homoseksualności. Osoby homoseksualne próbowano leczyć m.in. psychoterapią, hormonami, terapią awersyjną, lobotomią, elektrowstrząsami i kastracją. Część ze specjalistów zdrowia uważała, że homoseksualność w niektórych przypadkach powstaje w wyniku zaburzeń hormonalnych, ale o wiele częściej jest skutkiem nawyku, który powstaje przez uwiedzenie we wczesnej młodości lub nawet w dzieciństwie. Męski homoseksualizm nazywano pederastią, kobiecy miłością lesbijską. Zdarzało się, że w publikacjach popularnonaukowych prezentowano pogląd o tym, że osoby homoseksualne (zarówno osoby płci męskiej, jak i płci żeńskiej) dzielą się na typy męskie (takie osoby homoseksualne, które prezentują typ męski, według tego poglądu, to osoby odgrywające rolę czynną, a kobiety o typie męskim miałyby przebierać się w męskie ubrania) i kobiece (według tej koncepcji osoby homoseksualne o typie kobiecym to osoby odkrywające role bierną, a mężczyźni typu kobiecego mieliby przebierać się w damskie stroje). Zbigniew Kamiński nadmienia, że pomiędzy osobami homoseksualnymi nie zawsze dochodzi do współżycia seksualnego, ale jest możliwe to, że osoby tej samej płci łączy miłość platoniczna. Z. Kamiński proponował leczenie, obiecując szybkie przestawienie się na płeć przeciwną, zastrzegając, że pacjent może po zakończeniu leczenia przejawiać tendencje biseksualne. Niektórzy specjaliści zdrowia psychicznego chcieli zapobiegać homoseksualizmowi zapobiegając uwiedzeniu homoseksualnemu, twierdząc jednocześnie, że osoby homoseksualne dążą do kontaktów seksualnych z dziećmi, a więc często wybierają zawody związane z nauczaniem oraz opieką nad dziećmi i młodzieżą w organizacjach młodzieżowych. 
Usunięcie homoseksualności przez Amerykańskie Towarzystwo Psychiatryczne (APA) z klasyfikacji DSM w 1973 roku poprzedziły ukazanie się nowych prac naukowych i badań nad osobami homoseksualnymi oraz naciski ze strony gejowskich aktywistów oraz debaty, które przetoczyły się przez samo Towarzystwo, organizacje homoseksualne i media. Na decyzję APA miały wpływ m.in. badania naukowe pokazujące, że homoseksualność nie wiąże się z zaburzeniami psychicznymi. Homoseksualność została wykreślona przez Światową Organizację Zdrowia z dziesiątej rewizji klasyfikacji ICD, która ukazała się w 1992 roku. Ówczesne przekonanie o patologicznym charakterze homoseksualności bazowało na błędnych metodologicznie badaniach opartych na obserwacjach osób homoseksualnych osadzonych w więzieniach i takich które znalazły się w szpitalach psychiatrycznych na skutek innych problemów psychicznych bez badań porównawczych osób heteroseksualnych i osób homoseksualnych zdrowych psychicznie przebywających na wolności. Opublikowano także badanie naukowe autorstwa psycholog Evelyn Hooker, w którym wskazuje ona, że eksperci w dziedzinie zdrowia psychicznego nie są w stanie rozróżnić osób homoseksualnych od heteroseksualnych na podstawie testów stosowanych powszechnie wtedy przy diagnostyce psychiatrycznej. To badanie było jednym z argumentów wskazujących że postrzeganie homoseksualizmu jako patologii psychicznej opierało się na wadliwych metodologicznie badaniach i uprzedzeniach społecznych, a nie na faktach naukowych.

### Homoseksualność w klasyfikacjach medycznych

#### DSM
Homoseksualność została sklasyfikowana jako dewiacja seksualna zarówno w pierwszym wydaniu Diagnostycznego i Statystycznego Podręcznika Zaburzeń Psychicznych (DSM-I) z 1952 roku, jak i w drugim wydaniu (DSM-II) z 1968 roku.
W grudniu 1973 roku Zarząd Amerykańskiego Towarzystwa Psychiatrycznego zagłosował za usunięciem homoseksualności z DSM i zastąpieniem go zaburzeniem orientacji seksualnej, ale zastrzegał, że nie oznacza to uznania homoseksualności za „normalną czy tak samo wartościową jak heteroseksualizm”. Nowa diagnoza traktowała homoseksualność jako zaburzenie tylko wtedy, gdy osoba odczuwała z jego powodu niepokój, konflikt wewnętrzny lub chciała zmienić swoją orientację seksualną. Władze Towarzystwa spodziewały się, że działacze gejowscy błędnie zinterpretują ich decyzję: „Niewątpliwie grupy homoseksualnych aktywistów będą twierdzić, że psychiatria uznała wreszcie homoseksualność za tak samo normalny jak heteroseksualizm. Będą one w błędzie”. Ponadto organizacja po raz pierwszy opowiedziała się przeciwko dyskryminacji osób homoseksualnych w zakresie praw obywatelskich. W kwietniu 1974 roku decyzję Zarządu o wykreśleniu homoseksualności z DSM w referendum poparło 58% głosujących członków Towarzystwa.
W lipcu 1974 roku ukazał się siódmy wydruk podręcznika DSM-II, w którym homoseksualność zastąpiono nową kategorią diagnostyczną – zaburzeniem orientacji seksualnej.
W 1980 roku zostało opublikowane trzecie wydanie klasyfikacji – DSM-III, w którym zaburzenie orientacji seksualnej przemianowano na homoseksualność egodystoniczną i umieszczono w grupie innych zaburzeń psychoseksualnych. W DSM-III-R, opublikowanym w 1987 roku, ta diagnoza została zarzucona, tym samym Amerykańskie Towarzystwo Psychiatryczne uznało homoseksualność za normalny wariant ludzkiej seksualności. W tym wydaniu DSM, a potem również w DSM-IV (1994) i DSM-IV-TR (2000) „utrwalone i znaczne cierpienie związane z orientacją seksualną” zaliczono do kategorii zaburzeń seksualnych nieokreślonych inaczej.
W 2013 roku ukazał się DSM-5, w którym ta kategoria diagnostyczna została usunięta.

#### ICD
W 1948 roku została opublikowana szósta rewizja Międzynarodowej Statystycznej Klasyfikacji Chorób i Problemów Zdrowotnych (ICD-6), która jako pierwsza zawierała klasyfikację zaburzeń psychicznych. ICD-6 zaliczała homoseksualność do dewiacji seksualnych. Homoseksualność była dalej patologizowana w ICD-7 (1955), ICD-8 (1965) i ICD-9 (1975).
17 maja 1990 roku Światowe Zgromadzenie Zdrowia Światowej Organizacji Zdrowia (WHO) zaaprobowało depatologizację homoseksualności. W 2004 roku na pamiątkę tego wydarzenia 17 maja ustanowiono Międzynarodowym Dniem Przeciw Homofobii, który od 2015 roku obchodzony jest jako Międzynarodowy Dzień Przeciw Homofobii, Transfobii i Bifobii.
W 1992 roku ukazała się dziesiąta rewizja Międzynarodowej Statystycznej Klasyfikacji Chorób i Problemów Zdrowotnych (ICD-10), w której w miejsce homoseksualności wprowadzono orientację seksualną niezgodną z ego (egodystoniczną) wraz z nową kategorią diagnostyczną F66 – zaburzeniami psychologicznymi i zaburzeniami zachowania związanymi z rozwojem i orientacją seksualną. W klasyfikacji znalazła się też informacja, że: „orientacji seksualnej – samej w sobie – nie należy uważać za zaburzenie”.
W 2013 roku Stały Komitet Lekarzy Europejskich i World Professional Association for Transgender Health, a w 2014 roku Amerykańskie Towarzystwo Psychologiczne i powołana przez WHO Grupa Robocza ds. Klasyfikacji Zaburzeń Seksualnych i Zdrowia Seksualnego zarekomendowały Światowej Organizacji Zdrowia usunięcie orientacji seksualnej niezgodnej z ego (egodystonicznej) wraz z całą kategorią diagnostyczną F66 z klasyfikacji ICD-11. Nowa klasyfikacja została opublikowana 18 czerwca 2018 roku i nie zawiera już tej kategorii. ICD-11 została zatwierdzona przez Światowe Zgromadzenie Zdrowia 25 maja 2019 roku i obowiązuje od 1 stycznia 2022 roku.

#### CCMD
Homoseksualność została sklasyfikowana jako zaburzenie seksualne w pierwszej wersji Chińskiej Klasyfikacji Zaburzeń Psychicznych (CCMD-1), opublikowanej w 1978 roku. Homoseksualność była dalej patologizowana w CCMD-2 (1989) i w CCMD-2-R (1994).
W 2001 roku Chińskie Towarzystwo Psychiatryczne wykreśliło homoseksualność z trzeciej wersji Chińskiej Klasyfikacji Zaburzeń Psychicznych (CCMD-3), wprowadzając w jej miejsce diagnozę podobną do homoseksualności egodystonicznej. Od tego czasu chińska psychiatria nie uznaje homoseksualności za zaburzenie psychiczne, ale też nie uważa jej za normalny wariant ludzkiej seksualności.

## Zdrowie osób homoseksualnych
Według organizacji Gay and Lesbian Medical Association kwestie związane ze zdrowiem osób homoseksualnych obejmują statystycznie wyższe ryzyko zakażenia wirusem HIV (prowadzącego do AIDS), występowania niektórych nowotworów (w tym raka piersi oraz szyjki macicy), zapalenia wątroby, problemów ze zdrowiem psychicznym (zwłaszcza depresji), uzależnień (np. od palenia papierosów).

### Homoseksualność u mężczyzn a HIV/AIDS
Homoseksualność była historycznie łączona z AIDS ze względu na to, że początkowy rozwój epidemii miał miejsce wśród gejów. W rezultacie chorobę tę określano skrótem GRID (Gay-Related Immunodeficiency). Zarzuty tego typu, fałszywie łącząc AIDS z homoseksualizmem aby wywołać negatywne emocje i wzmocnić stereotypy, spotyka się również współcześnie.
Według Amerykańskiego Towarzystwa Psychologicznego, ryzyko zakażenia wirusem HIV zależy od zachowań danej osoby, a nie od jej orientacji seksualnej. 
Główną przyczyną wyższego odsetka zakażeń HIV wśród mężczyzn uprawiających seks z mężczyznami (MSM) w porównaniu do populacji heteroseksualnej jest wysokie prawdopodobieństwo przeniesienia wirusa podczas stosunku analnego. Prawdopodobieństwo zakażenia wirusem HIV podczas jednego stosunku analnego wynosi 1,4%, czyli około 18-krotnie więcej niż w przypadku stosunku waginalnego.
W Ameryce Północnej, Europie Zachodniej oraz Australii po spadku liczby zakażeń w wyniku kontaktów homoseksualnych w połowie lat 90. XX wieku nastąpił kolejny wzrost od roku 2000. Znacznie zwiększone ryzyko infekcji wirusem stwierdzono także wśród mężczyzn utrzymujących kontakty seksualne z mężczyznami w krajach Azji, Afryki i Ameryki Łacińskiej oraz krajach o niskim i średnim dochodzie Europy. W roku 2004 zdefiniowane zostało działanie nazwane barebacking, jest to w pełni świadome ryzykowne zachowanie, polegające na odbywaniu stosunków analnych bez prezerwatywy. Zachowania takie obecne są w środowiskach mężczyzn wykazujących zachowania homoseksualne nawet gdy jeden z partnerów jest świadomy bycia zakażonym.
W krajach Europy Zachodniej, rozumianej jako 15 krajów Unii Europejskiej, przed rokiem 2003, zakażonych wirusem HIV było zwykle 10–20% mężczyzn homoseksualnych i biseksualnych. Szczególnie dużo zakażonych mężczyzn z grupy MSM (ang. men having sex with men) jest w dużych miastach. W grupie mężczyzn mających kontakty z mężczyznami więcej niż 10% zakażonych HIV stwierdzono w 7 krajach europejskich. Kraje te to: Francja (17,7%), Hiszpania (13,1%), Grecja (12,7%), Niemcy (11,5%), Szwajcaria (11,3%), Belgia (10,4%), Portugalia (10,2%). W roku 2007 oszacowano, że w Niemczech kontakty seksualne między mężczyznami są przyczyną 74% nowych infekcji (w roku 2005 – 70%). Ten sam poziom wykazano w Czechach w roku 2011. W Szwecji mężczyźni homoseksualni odpowiadają za 50%, a w Holandii za 55% nowych infekcji HIV. Źródłem infekcji są przede wszystkim starsi mężczyźni homoseksualni. Dane z lat 2010–2012 wskazują na wzrost liczby zakażeń w grupie MSM.
W Europie Środkowej odsetek zakażeń jest kilkukrotnie mniejszy – w Polsce 26,6% zarażeń w latach 2013–2017 dotyczy kontaktów seksualnych między mężczyznami. Równocześnie do nosicielstwa HIV przyznaje się około 5% populacji gejów w Polsce. Do wysokiej zachorowalności przyczynia się fakt, że seks analny, który należy do zachowań seksualnych obarczonych dużym ryzykiem zakażenia, jest powszechnie akceptowany przez gejów.
Na podstawie badań z 2016 i 2017 r. stwierdzono, że w USA homoseksualni i biseksualni mężczyźni stanowili około 66% nowych zakażeń HIV ogółem oraz 82% wśród mężczyzn. Spośród nich największą liczbę rozpoznań HIV stanowili czarni mężczyźni (38%), a następnie Latynosi (29%) i biali (28%). W latach 2002–2007 wartość ta wynosiła 55%, następnie spadła do 47% i ponownie wzrosła do 51%. Od 2011 r. do 2016 r. ilość zakażeń HIV utrzymywała się na stałym poziomie około 26 000 rocznie wśród wszystkich mężczyzn homoseksualnych i biseksualnych. Tendencje różniły się w zależności od rasy lub grupy etnicznej.

### Zdrowie psychiczne
Osoby homoseksualne w porównaniu z osobami heteroseksualnymi cechuje większe ryzyko zaburzeń psychicznych, myśli i prób samobójczych, samobójstw, nadużywania środków psychoaktywnych oraz samookaleczenia. Przyczyny ich problemów ze zdrowiem psychicznym nie zostały w pełni wyjaśnione. Najprawdopodobniej przynajmniej częściowo problemy te powodują społeczna wrogość, stygmatyzacja i dyskryminacja. Nie ma dowodów, że homoseksualność sama w sobie jest zaburzeniem lub że jest przyczyną różnic w zdrowiu psychicznym między osobami homoseksualnymi a heteroseksualnymi.
Literatura naukowa, która klasyfikowała homoseksualność jako zaburzenie psychiczne, opierała się na badaniach, które obarczone były poważnymi błędami metodologicznymi: niejasne definicje pojęć, niedokładna klasyfikacja uczestników, niereprezentatywne grupy badawcze składające się z osób homoseksualnych, będących więźniami lub pacjentami, niewłaściwe grupy porównawcze, niespójne sposoby doboru prób, ignorowanie zmiennych zakłócających, błędne interpretacje wyników, niewłaściwe metody zbierania danych i wątpliwe wyniki pomiarów.

## Homoseksualność a Queer theory

### Nowoczesność: socjologia dewiacji
Homoseksualność, którą postrzegano początkowo jako zaburzenie psychiczne, nie była uważana za swoisty przedmiot nauk humanistycznych, lecz badań medycznych. To właśnie nowoczesna medycyna stworzyła pojęcie osoby homoseksualnej jako osoby posiadającej wewnętrzne, relatywnie stałe predyspozycje do zachowań homoseksualnych. Celem konstrukcji tej kategorii było przede wszystkim uporządkowanie różnorodności przestrzeni publicznej i nadanie jej zamkniętej, stabilnej i przewidywalnej formy. Pojęcie homoseksualności zostało stworzone, aby postawić sztywną granicę między tym, co normalne, widoczne, akceptowalne, pożądane, a tym, co nienormalne, patologiczne, chore, perwersywne. Nazwanie rodzaju nienormalności umożliwiło jego wykluczenie. Jak podkreśla francuski antropolog i socjolog Claude Lévi-Strauss, jest to jedna ze strategii (strategia antropoemiczna), służących usunięciu z przestrzeni publicznej przedstawicieli tożsamości niekompatybilnych. Druga strategia, antropofagiczna, polega na ich wchłonięciu, połknięciu przez społeczeństwo poprzez zmuszanie do wyrzeczenia się swojej odmienności (np. poprzez terapię konwersyjną).
Przed skonstruowaniem kategorii tożsamościowej osoby homoseksualnej w dyskursie społecznym istniało tylko pojęcie „aktów homoseksualnych”, które nie zdawały się wynikać z żadnych specjalnych predyspozycji i potencjalnie mogły być przejawiane przez każdego człowieka. Przed XIX wiekiem nie znano pojęcia orientacji psychoseksualnej i wykreowanych w jego ramach kategorii tożsamościowych osób hetero-, bi- i homoseksualnych. Nie istniało zatem zjawisko identyfikacji z żadną z tych tożsamości.
W niektórych kulturach (państwa islamskie, chrześcijańska Europa wieków średnich, kultura aramejsko-hebrajska i in.) akty homoseksualne, podobnie jak wszystkie inne zachowania seksualne nieprowadzące do prokreacji, uważane były za sprzeczne z naturą i gorszące. Ponieważ w erze nowoczesnej dyskurs nie oferował alternatywnych koncepcji seksualności, postulat patologizacji homoseksualności stał się obowiązujący także w medycynie, gdzie stworzono obraz kliniczny osoby homoseksualnej jako osoby obsesyjnie zainteresowanej seksem, często molestującej dzieci, dotkniętej zaburzeniami psychotycznymi, depresją, brakiem zdolności do wykazywania uczuć wyższych czy tworzenia długotrwałych związków monogamicznych.

### Studia lesbijsko-gejowskie i polityka tożsamości
W latach 70. XX w. pod wpływem rewolucji seksualnej i burzy kontrkulturowej nastąpiła problematyzacja seksualności (w tym homoseksualności) w kontekście najnowszych badań psychologicznych i socjologicznych. Jej efektem było skreślenie homoseksualności z listy problemów zdrowotnych Amerykańskiego Towarzystwa Psychiatrycznego DSM. Dekonstrukcji rozmaitych opresywnych przekonań towarzyszyły zanegowanie znaczenia homoseksualności jako patologii i wprowadzenie do dyskursu naukowego pojęcia homofobii przez George’a Weinberga. Reinterpretacja seksualności spowodowała powstanie „studiów lesbijsko-gejowskich”, które miały na celu stworzenie rzetelnego, pozytywnego obrazu osób homoseksualnych. Punktem wyjścia nowego paradygmatu były z jednej strony postulat psychologiczny, dotyczący depatologizacji homoseksualności, z drugiej jednak strony założenie, że osoby homoseksualne stanowią w miarę jednolitą grupę społeczną, którą można opisać używając języka tożsamości kolektywnej i mniejszości kulturowej. Taki sposób myślenia nie negował XIX-wiecznych koncepcji osoby homoseksualnej jako osoby posiadającej relatywnie stałe predyspozycje do danych zachowań seksualnych. Zmiana polegała jedynie na usunięciu z definicji tej kategorii elementów patologicznych (jak skłonność do zachowań destruktywnych, pedofilii itd.) i zastąpienie ich stwierdzeniem, że osoba homoseksualna jest taka sama jak osoba heteroseksualna.
Nastąpiła w ten sposób próba charakteryzacji, stworzenia nowych definicji „tożsamości homoseksualnej” i „środowiska homoseksualnego” (zob. polityka tożsamości) jako grupy dotkniętej dyskryminacją. Zabiegi te zostały poddane krytyce przez nową generację teoretyków, podkreślających zróżnicowanie osób homoseksualnych, powodujące, że niemożliwe jest utworzenie spójnego obrazu typologicznego.

## Homoseksualność a kontekst kulturowy

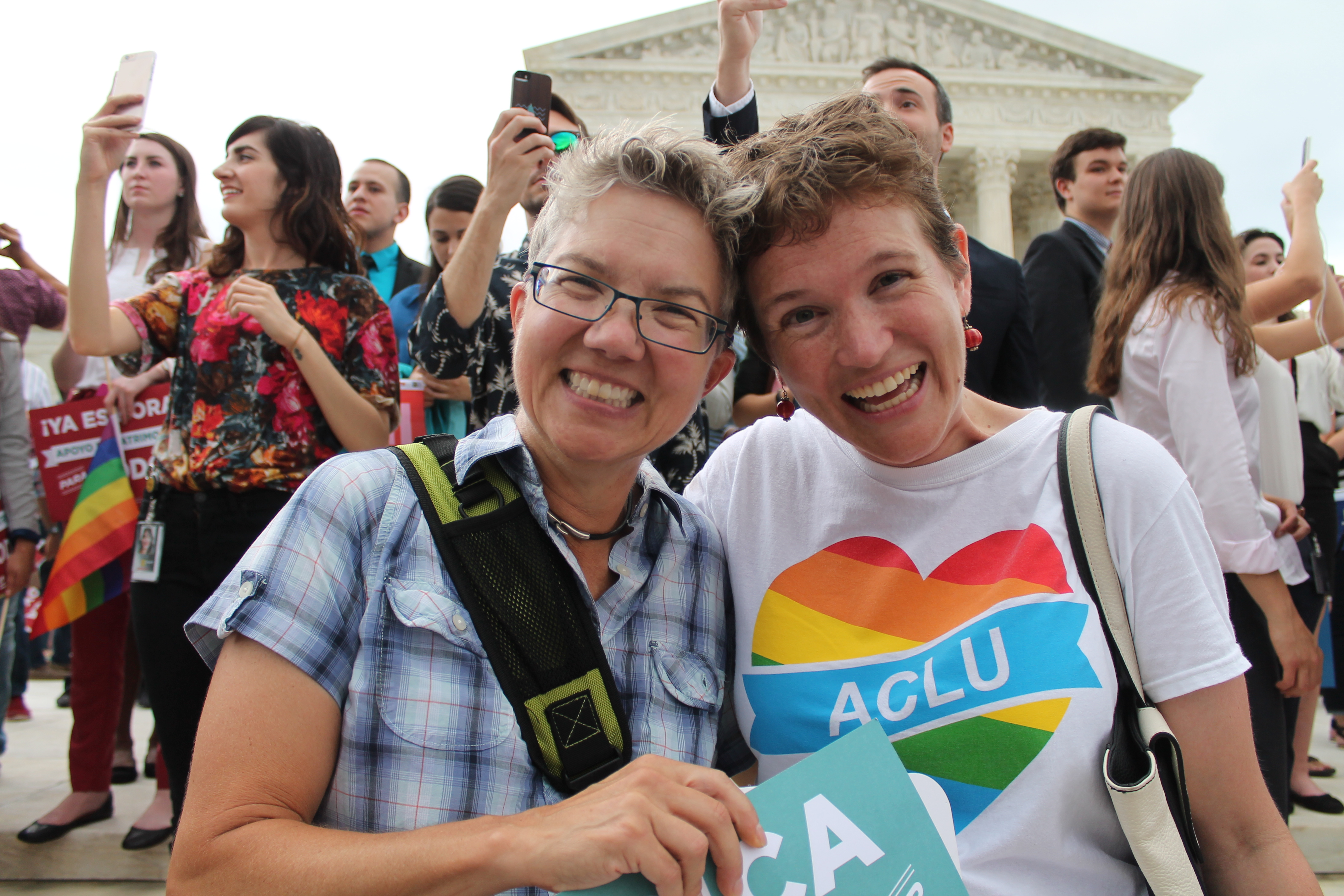
Para lesbijek

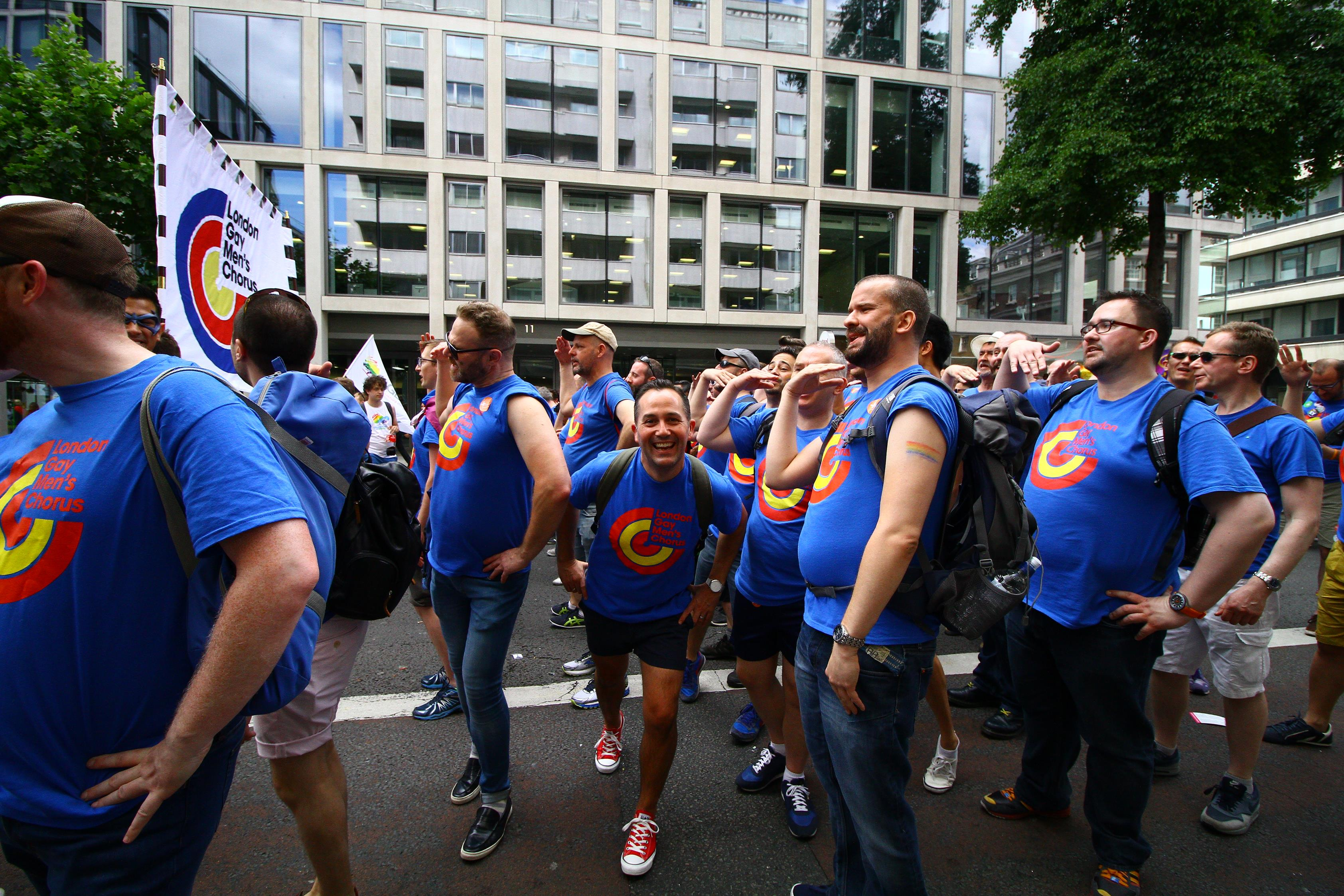
Mężczyźni homoseksualni podczas parady równości w Londynie, 2015

Dychotomia (sztywne rozdzielanie) płci, która jest obecna w kulturze Zachodu, posiada charakter etnocentryczny (zależny od grupy etnicznej). Mimo tego płeć (lub płciowość) człowieka nie musi wyrażać się dychotomicznie – w innych kulturach i zbiorowościach kulturowych spotyka się przypadki i koncepcje dotyczące androgynii, transseksualizmu, jak i samej homoseksualności.
Zachowania i tożsamości homoseksualne (różnie nazywane) zaobserwowano w większości znanych naukowcom kultur – zarówno wśród kobiet, jak i mężczyzn, przy czym ten drugi zauważany jest częściej. Spotyka się go w formie stałych instytucji społecznych, w formie zachowań związanych z pewnymi obrzędami lub jako sporadyczne zachowania indywidualne. Odbiór homoseksualności przez resztę społeczeństwa zmieniał się w czasie i na przestrzeni różnych kultur, począwszy od pełnej akceptacji i integracji (u pierwotnych kultur Indian) po fizyczną eksterminację (np. w III Rzeszy).

### Starożytność
W starożytnych Grecji i Rzymie używano wielu pojęć na zachowania homoseksualne, różnie je też oceniano. Aktywna penetracja była traktowana jako przejaw męskości i w obu kulturach ją wychwalano. Potępiano natomiast pasywny kontakt homoseksualny u dorosłych.
W Grecji Pederastia, czyli stosunki erotyczne i uczuciowe dorosłych mężczyzn z dorastającymi chłopcami i młodzieńcami (efebami), były akceptowane, czasami zalecane i powszechne. Pochwała miłości homoseksualnej jako wyższej formy miłości, zalecana jest przez Platona w Uczcie (miłość platoniczna). Dorosła osoba (miłośnik, ἐραστής) mogła pełnić jedynie funkcję aktywną i nie była przy tym uznawana za osobę homoseksualną. Przyjmowanie postawy pasywnej przez dorosłego było potępiane.
W pogańskim Rzymie do powyższych podziałów (pasywny/aktywny, młodzieniec/dorosły) doszedł jeszcze podział na wolnych i niewolników. Nie akceptowano stosunków homoseksualnych między wolnymi. Stosunek z wolnym nieletnim był zakazany prawem. Były natomiast akceptowane, a nawet wymagane ze strony niewolników. Wolny dorosły, dopuszczający się pasywnego stosunku homoseksualnego lub uprawiający z innym mężczyzną seks oralny, był traktowany z pogardą jako osoba zniewieściała. Część lekarzy rzymskich uznawała taką homoseksualność za chorobę psychiczną.
Związki homoseksualne między kobietami są słabo udokumentowane i przebadane. Homoerotyczne skłonności przypisuje się Safonie, od której miejsca zamieszkania (wyspa Lesbos) pochodzi termin lesbijka.

## Status prawny
W 69 państwach na świecie oraz w Strefie Gazy, 2 prowincjach Indonezji (Aceh i Sumatrze Południowej) i na Wyspach Cooka kontakty homoseksualne podlegają penalizacji. W Egipcie i Iraku homoseksualność de iure nie podlega kryminalizacji, ale de facto uznawany jest za przestępstwo. W 43 państwach karane są zarówno kontakty seksualne między mężczyznami, jak i między kobietami, a w 26 – tylko między mężczyznami.
Homoseksualność jest karana śmiercią w 4 państwach, gdzie prawo szariatu obowiązuje na szczeblu krajowym: Arabii Saudyjskiej, Iranie, Jemenie i Sudanie, a także w niektórych regionach Somalii i 12 stanach Nigerii, gdzie prawo szariatu obowiązuje lokalnie. Kara śmierci jest stosowana również przez miejscowe sądy lub milicje na terenach Iraku i Czeczenii. W 6 kolejnych państwach: Afganistanie, Brunei, Katarze, Mauretanii, Pakistanie i Zjednoczonych Emiratach Arabskich – interpretacja prawa szariatu lub litera prawa dopuszczają karę śmierci, ale nie jest ona stosowana – istnieje moratorium na jej wykonywanie lub kodeksy karne przewidują łagodniejsze kary za kontakty homoseksualne.
Państwa, w których kontakty seksualne między osobami tej samej płci nie są karane, ale ograniczona jest wolność wypowiedzi lub zrzeszania się z powodu orientacji seksualnej, to: Białoruś, Burkina Faso, Chiny, Demokratyczna Republika Konga, Fidżi, Indonezja, Jordania, Kazachstan, Kirgistan, Korea Północna, Litwa, Mali, Mozambik, Paragwaj, Rosja i 7 amerykańskich stanów: Alabama, Arizona, Luizjana, Karolina Południowa, Mississippi, Oklahoma i Teksas.
26 państw otworzyło instytucję małżeństwa dla par jednopłciowych. Są to: Holandia (2001), Belgia (2003), Hiszpania (2005), Kanada (2003 – pierwsza prowincja, od 2005 w całym kraju), Republika Południowej Afryki (2006), Norwegia (2009), Szwecja (2009), Portugalia (2010), Islandia (2010), Argentyna (2010), Dania (2012), Brazylia (2011 – pierwszy stan, od 2013 w całym kraju), Francja (2013), Urugwaj (2013), Nowa Zelandia (2013), Luksemburg (2015), Stany Zjednoczone (2004 – pierwszy stan, od 2015 w całym kraju), Irlandia (2015), Kolumbia (2016), Finlandia (2017), Malta (2017), Niemcy (2017), Australia (2017), Austria (2019), Tajwan (2019) i Ekwador (2019).
Małżeństwa osób tej samej płci zostały zalegalizowane także w części Wielkiej Brytanii (Anglia i Walia (2014) oraz Szkocja (2014)) i w większości regionów Meksyku (miasto Meksyk (2010), Quintana Roo (2012), Coahuila (2014), Chihuahua (2015), Nayarit (2015), Jalisco (2016), Campeche (2016), Colima (2016), Michoacán (2016), Morelos (2016), Chiapas (2017), Puebla (2017), Kalifornia Dolna (2017), Oaxaca (2018), Nuevo León (2019), Aguascalientes (2019), San Luis Potosí (2019), Hidalgo (2019) i Kalifornia Dolna Południowa (2019)).
Państwa, które zamiast możliwości zawierania małżeństw oferują parom homoseksualnym możliwość rejestracji związków partnerskich, to: Andora (2005), Czechy (2006), Słowenia (2006), Szwajcaria (2007), Węgry (2009), Liechtenstein (2011), Chorwacja (2014), Chile (2015), Cypr (2015), Grecja (2015), Estonia (2016), Włochy (2016) i San Marino (2018), a także wchodząca w skład Wielkiej Brytanii Irlandia Północna (2005) i meksykański stan Tlaxcala (2017).

## Związki homoseksualne

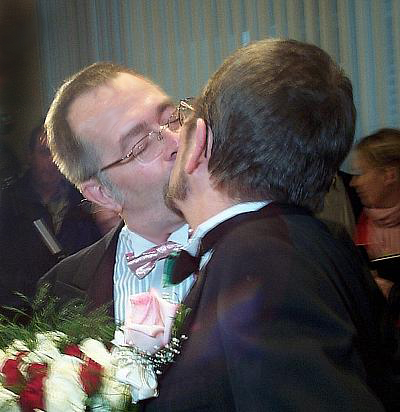
Pocałunek dwóch gejów w Quebecu w Kanadzie, po zawarciu pierwszego w tym kraju małżeństwa jednopłciowego w 2004 roku

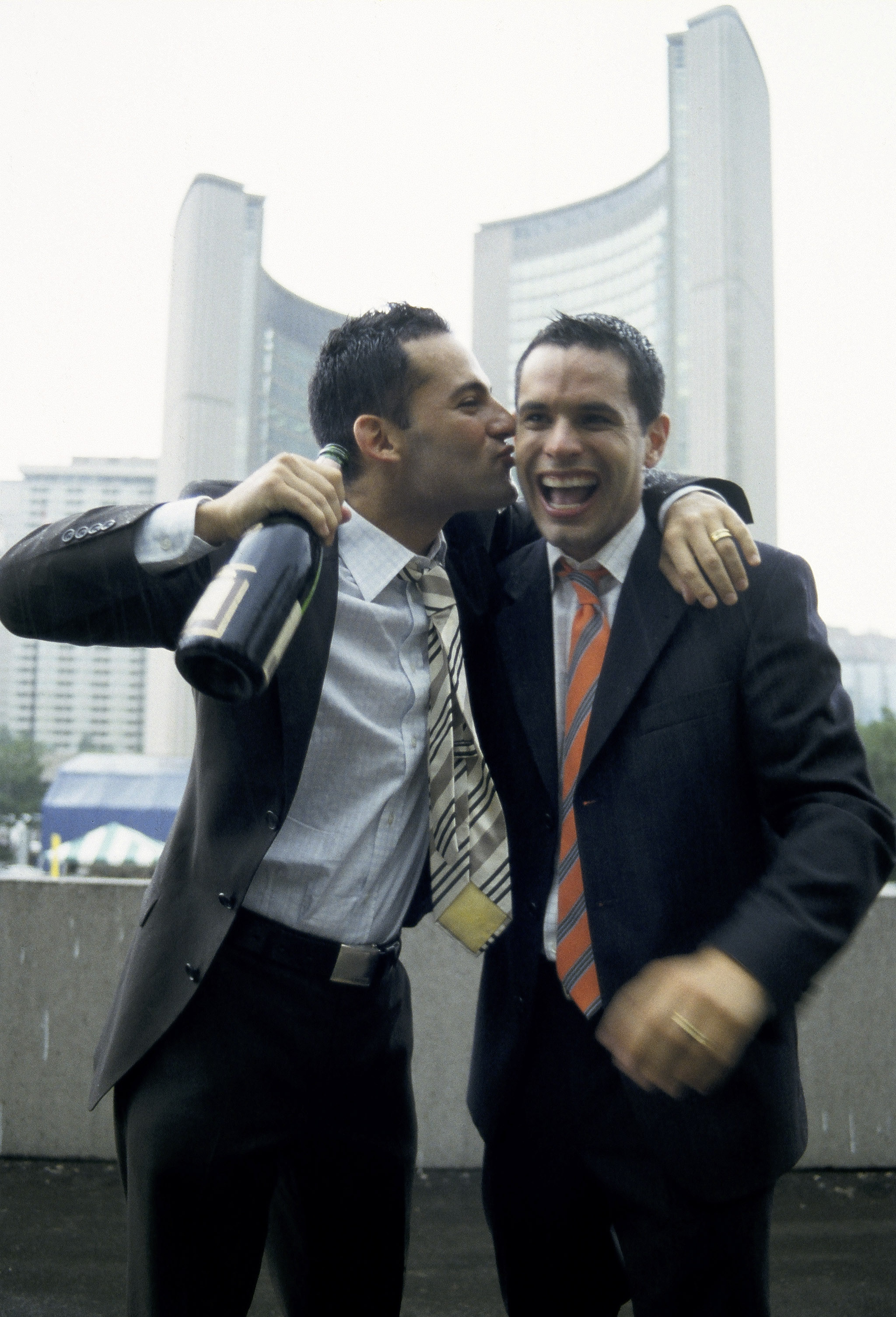
Kanadyjski prezenter telewizyjny Mathieu Chantelois wraz z mężem Marcelo na przyjęciu weselnym.

Nie ma istotnych statystycznie różnic pod względem zaangażowania w związek pomiędzy parami homo- a heteroseksualnymi. Badanie autorstwa Kristoffa Bonello i Malcolma C. Crossa, które polegało na przeprowadzeniu wywiadów z ośmioma gejami, wykazało, że w ich związkach dochodziło do kontaktów seksualnych z osobami trzecimi. Mimo to partnerzy uznawali swoje relacje za monogamiczne, rozumiejąc pod tym pojęciem łączącą ich więź romantyczną, określaną też monogamią emocjonalną. W badaniu przeprowadzonym na 70 gejach z Toronto żyjących w związku, skrypt seksualny monogamii znaleziono u 26% par. Żadna z badanych par nie była ze sobą dłużej niż trzy lata. W badaniu na próbie 191 par homoseksualnych mężczyzn z San Francisco wyróżniono trzy typy umów seksualnych – monogamia, związek otwarty z ograniczeniami oraz związek otwarty bez ograniczeń. Monogamię deklarowało 48% uczestników badań, 42% uczestników pozostawało w związku otwartym z ograniczeniami dotyczącymi praktyk seksualnych poza związkiem podstawowym; pozostali uczestnicy pozostawali w związkach otwartych bez ograniczeń. Do złamania deklarowanej umowy w okresie ostatnich 12 miesięcy przyznało się 30% badanych mężczyzn. Z czego połowa z nich o złamaniu umowy poinformowała swego podstawowego partnera. Reguły seksu poza związkiem wśród par gejów pozostających w związku otwartym mają za zadanie chronić emocjonalną więź z podstawowym partnerem oraz zmniejszać ryzyko zakażenia wirusem HIV. W ciągu pięciu lat poprzedzających pewne badanie statystyczne z 2008 roku mężczyzna homoseksualny posiadał dziesięciu partnerów, natomiast mężczyzna heteroseksualny – dwie partnerki (analiza zachowań 5168 mężczyzn). Badanie 819 mężczyzn homoseksualnych i biseksualnych pokazało, że większość z nich deklaruje się jako singel (n=503). Pozostali żyli w związkach, które określono jako monogamiczne (n=182), otwarte (n=71) i w języku angielskim monogamish (n=63). Związek monogamish oznacza parę, w której obaj partnerzy zgodzili się, że przypadkowy seks jest dopuszczalny, gdy są w niego zaangażowani obaj partnerzy. Badania potwierdziły, że życie w związkach, także u gejów, jest powiązane z korzyściami zdrowotnymi, co wcześniej zostało udowodnione wieloma badaniami dla związków heteroseksualnych. Najwięcej korzyści zdrowotnych obserwowano u par określanych jako monogamiczne. W innym badaniu wśród 161 badanych par homoseksualnych wyróżniono relacje monogamiczne (52,8%), otwarte (13,0%), monogamish (14,9%) i zróżnicowane (19,3%). Michael Bettinger w artykule opublikowanym na łamach Journal of GLBT Family Studies pisze, że niektórzy geje żyją w związkach znacznie różniących się od tradycyjnego, zachodniego, heteroseksualnego modelu rodziny. Więcej niż dwóch partnerów może tworzyć rodzinę opisywaną jako poliamoryczna. W rodzinie opisanej przez Bettinger pięciu dorosłych gejów wychowywało 2 nastoletnich chłopców. Elisabeth Sheff pisze, że w publikacjach naukowych opisano lesbijskie rodziny poliamoryczne oraz grupy osób różnej płci, w których partnerów łączą także relacje homoseksualne.
Akty przemocy w gospodarstwach domowych gejów i lesbijek występują w przybliżeniu tak samo często lub częściej niż w związkach heteroseksualnych. Organizacja Lambda, podaje na swojej stronie internetowej, że występowanie przemocy w związkach homoseksualnych jest podobne do poziomu przemocy wobec heteroseksualnych kobiet (25%), ale w obu przypadkach wartość jest prawdopodobnie zaniżona. Raporty z lat 1997 i 1998 opublikowane przez organizację podają zakres przemocy w związkach nieheteroseksualnych od 25% do 33%. Geje i mężczyźni biseksualni są narażeni na podobne formy przemocy (fizycznej, psychicznej i seksualnej) co kobiety w związkach lesbijskich i heteroseksualnych. Christopher J. Alexander na podstawie przeglądu literatury naukowej stwierdza, że w badaniach stwierdzano występowanie przemocy w 25% do 50% gospodarstw domowych gejów i lesbijek. Taki sam zakres występowania przemocy w związkach homoseksualnych podają w przeglądzie literatury Andrew Richards, Nathalie Noret i Ian Rivers. Szacunki przedstawione przez Stiles-Shields i Carroll w pracy przeglądowej z roku 2014 obejmują zakres 25–75%. Autorzy sugerują, że odsetek osób homoseksualnych, których dotyka przemoc domowa jest wyższy, gdyż część przypadków nie jest zgłaszana z obawy przed dyskryminacją.

## Rodzicielstwo lesbijek i gejów
Adopcja dzieci legalna
     Adopcja dziecka partnera legalna
     Brak prawa do adopcji

Status prawny adopcji dzieci przez pary homoseksualne na świecie:
Adopcja dzieci legalna
Adopcja dziecka partnera legalna
Brak prawa do adopcji

W 2018 roku w Wielkiej Brytanii 18% małżeństw osób tej samej płci, 15% jednopłciowych związków partnerskich i 6% homoseksualnych związków kohabitacyjnych wychowywało dzieci, a w 2017 roku w USA 15,6% par jednopłciowych wychowywało dzieci. W 2016 roku w Kanadzie odsetek ten wynosił 12%, w Australii – 15%, w Irlandii – 9,8%, a w Niemczech – 10,5%.

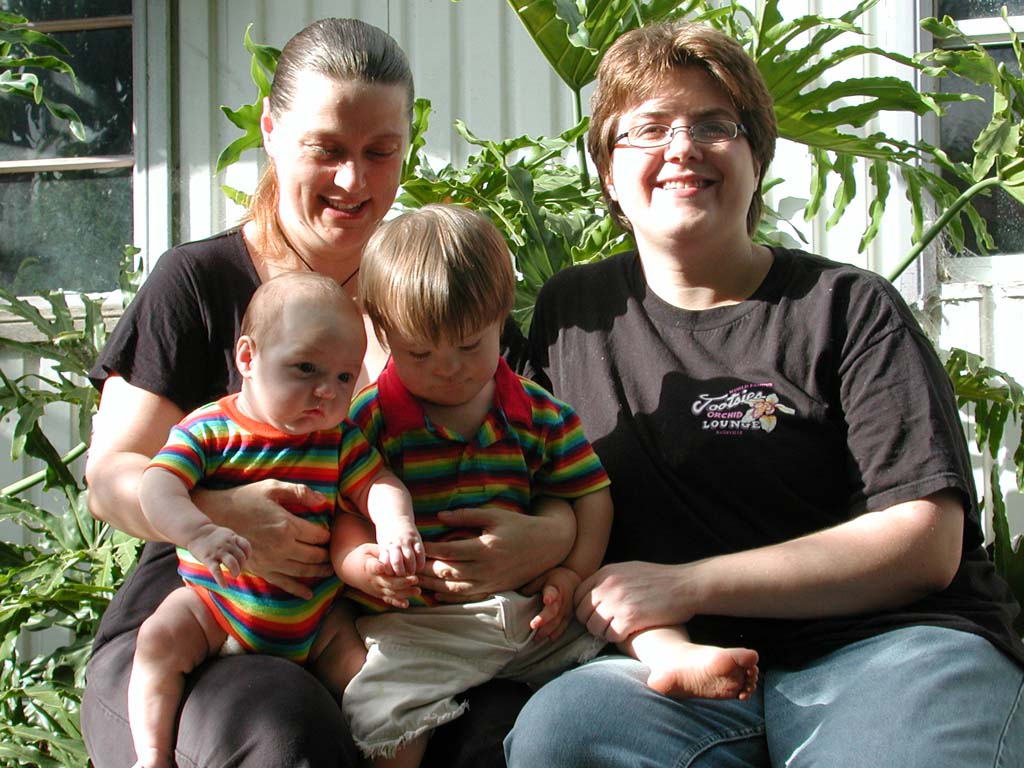
Dwie lesbijki wraz z dziećmi

Przekonanie, że dzieci potrzebują zarówno matki, jak i ojca, nie znajduje potwierdzenia w badaniach naukowych. Nie wykazano, żeby orientacja seksualna lub tożsamość płciowa rodziców miały negatywny wpływ na rozwój dzieci. Istnieje konsensus naukowy, że dzieci par jednopłciowych rozwijają się tak samo dobrze jak dzieci par heteroseksualnych. Wyniki niektórych badań, w których dopasowano do siebie rodziny, sugerują, że umiejętności rodzicielskie gejów i lesbijek mogą być nawet lepsze niż umiejętności heteroseksualnych rodziców.
Kwestie adopcji i wychowywania dzieci przez pary gejowskie i lesbijskie są przedmiotem kontrowersji w wielu krajach. Oficjalnie uznawane rodzicielstwo par jednopłciowych stało się możliwe dzięki zmianom prawa umożliwiającym osobom tej samej płci zawieranie związków partnerskich oraz małżeństw i związanym z tym prawem do adopcji dla par homoseksualnych. Adopcja przez związki jednopłciowe jest legalna w 27 państwach i niektórych regionach Meksyku.

## Aspekty religijne

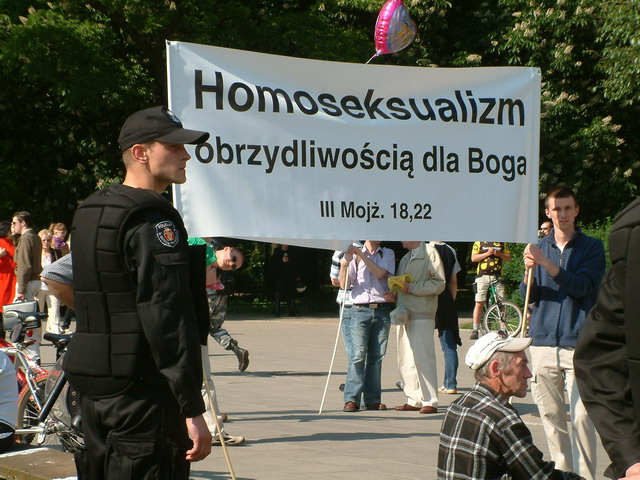
„Homoseksualizm obrzydliwością dla Boga. III Mojż. 18,22”, homofobiczny transparent osób protestujących przeciwko Paradzie Równości w Warszawie z zamieszczonym cytatem z Biblii

Aktywności homoseksualnej nie akceptują: większość Kościołów chrześcijańskich, ortodoksyjny judaizm, hinduizm oraz islam; mniej stanowcze są tradycyjne nurty buddyzmu; akceptujący stosunek ma shintō, duża część neopogan.
Według doktryn większości kościołów chrześcijańskich kontakty homoseksualne są grzechem. Jako powód potępienia podawane są jednoznaczne stwierdzenia Biblii. W Kościele katolickim i konserwatywnych kościołach protestanckich kontakty homoseksualne są również określane jako sprzeczne z tzw. prawem naturalnym i zagrażające podstawowym wartościom społecznym, m.in. rodzinie. Osoby homoseksualne są przez przedstawicieli tych Kościołów zachęcane do abstynencji seksualnej. Dotyczy to wszystkich osób niezależnie od orientacji seksualnej, przy interpretacji, że Biblia za jedyny godziwy przejaw aktywności seksualnej uznaje seks w małżeństwie, rozumianym jako trwały (w Kościele katolickim i prawosławnym – sakramentalny) związek dwojga osób różnej płci. Od 2023 roku Kościół katolicki dopuszcza (pod pewnymi warunkami) możliwość udzielania przez księży błogosławieństw „par w sytuacjach nieregularnych i par jednopłciowych, bez oficjalnego zatwierdzania ich statusu lub modyfikowania w jakikolwiek sposób odwiecznego nauczania Kościoła na temat małżeństwa” (deklaracja doktrynalna Fiducia supplicans).
Podobne negatywne stanowisko względem homoseksualności wyznają na podstawie Tory (Pięcioksięgu Mojżeszowego) ortodoksyjni Żydzi, zwłaszcza męskiego (kobiecy jest traktowany łagodniej, jako że brak o tym w Torze zdecydowanych wypowiedzi).
Brak akceptacji homoseksualności, wyrażany przez przedstawicieli instytucji religijnych, spotyka się z ostrą krytyką organizacji zrzeszających psychologów oraz zajmujących się obroną praw człowieka. Zdaniem części psychologów religie mogą wpływać na wzrost antyspołecznych uprzedzeń i dyskryminacji ze względu na orientację seksualną:

Pomimo powszechnej zgody w środowisku naukowym, że zarówno homoseksualność, jak i heteroseksualność są normalnymi ekspresjami seksualności, niektóre organizacje polityczne i religijne próbują zmieniać orientację seksualną poprzez terapię, agresywnie propagując tę postawę społeczeństwu. Takie działania są znacznie szkodliwe, ponieważ prezentują fałszywe przekonanie, że homoseksualność jest chorobą psychiczną, uznając często, że brak możliwości zmiany orientacji seksualnej jest moralną porażką.

Niektóre Kościoły protestanckie i starokatolickie, należące zazwyczaj do gałęzi tzw. liberalnego chrześcijaństwa, udzielają błogosławieństw parom osób tej samej płci. Wymienić można tu Kościół Anglikański w Kanadzie, Kościół Episkopalny w USA, niektóre Kościoły Starokatolickie Unii Utrechckiej, Kościół Szkocki (od 2006), Ewangelicko-Luterański Kościół Kanady, Kościół Szwecji, Kościół Danii, niektóre Kościoły działające we wspólnocie Kościoła Ewangelickiego w Niemczech, Prezbiteriański Kościół USA, Kościół Morawian, Kościół Protestancki w Holandii. Kilka innych kościołów udziela małżeństw osób tej samej płci np. Zjednoczony Kościół Kanady, Metropolitalna Wspólnota Kościelna oraz niewielkie odłamy innych tradycji, np. odłam adwentystów – Międzynarodowe Braterstwo Adwentystów Dnia Siódmego.
Jest to także przyjętą praktyką przez odłam religii mormonów – Przywrócony Kościół Jezusa Chrystusa.

## Prześladowanie i dyskryminacja

### W przeszłości

#### Trzecia Rzesza

Różowy trójkąt – symbol używany w obozach koncentracyjnych do oznaczenia mężczyzn, którzy zostali tam umieszczeni za orientację homoseksualną[312].
Czarny trójkąt – symbol służący oznaczaniu lesbijek i innych osób uznanych za „aspołeczne”. Odpowiednik różowego trójkąta.

Osoby homoseksualne (szczególnie mężczyźni) padały ofiarą nazistów w III Rzeszy. Naziści uznawali osoby homoseksualne za „antyspołecznych pasożytów”, stanowiących zagrożenie na drodze prawidłowego rozwoju rasy aryjskiej. W latach 1933–1945 ponad 100 tys. ludzi zostało aresztowanych pod zarzutem zakazanej prawnie homoseksualności. Z tego około 50 tys. zostało uznanych oficjalnie za osoby homoseksualne i skazanych na kary więzienia, a bliżej nieokreślona liczba umieszczona w zakładach psychiatrycznych. Od 5 do 15 tys. zostało osadzonych w obozach koncentracyjnych; według Rüdigera Lautmanna śmiertelność w tej grupie wyniosła około 60%.

#### Związek Radziecki
W początkowym okresie po rewolucji październikowej w Rosji Radzieckiej panowała tolerancja dla osób homoseksualnych, istniały nawet plany legalizacji związków między osobami tej samej płci. Aż do 1929 pisarze tacy jak Michaił Kuzmin mogli publikować dzieła literackie z wątkami homoseksualnymi. W czasie rządów Józefa Stalina jednak homoseksualność stała się tematem tabu. Osoby homoseksualne zmuszano do małżeństwa jeśli chciały zająć wysokie stanowisko w rządzie lub partii. W 1933 Józef Stalin zatwierdził nowy kodeks karny przewidujący karę 5 lat ciężkich robót za seks z osobą tej samej płci. Od 1935 kara za homoseksualizm, uznany za pozostałość rozkładowej burżuazji, wynosiła 5 lat więzienia. Kontakty homoseksualne uznawano za przestępstwo przeciw państwu tej samej rangi co szpiegostwo. Po „odwilży” w 1956 roku, w ramach psychiatrii represyjnej, gejów i lesbijki umieszczano w zakładach zamkniętych, gdzie często byli poddawani terapiom z użyciem elektrowstrząsów i środków psychotropowych.

### Współczesność
Osoby homoseksualne spotykają się z uprzedzeniami, dyskryminacją i przemocą. Wrogość wobec nich bywa określana jako homoerotofobia, heteroseksizm, homoseksofobia, homoseksizm, homonegatywizm, anty-homoseksualizm, jednak najczęściej stosowanym określeniem jest homofobia. Prowadzi to do znacznego zwiększenia poziomu stresu u lesbijek i gejów, a także do poczucia naznaczenia i wykluczenia.
Wyniki badania PEW Research z roku 2013 wskazują na wysoką akceptację homoseksualności w krajach Unii Europejskiej. Na pytanie, czy homoseksualność powinna być akceptowana odpowiedziało twierdząco 88% ankietowanych w Hiszpanii i 87% w Niemczech. Podobny rozkład odpowiedzi uzyskano wśród ankietowanych w Ameryce Północnej, natomiast niewielki odsetek ankietowanych odpowiedział twierdząco w krajach Zachodniej Azji i Afryki Północnej (Bliski Wschód): Tunezja – 2%, Azji-Pacyfiku: Pakistan: 2% oraz krajach Afryki: 1% w Nigerii. Akceptacja homoseksualności w Polsce w roku 2013 (42%) była porównywalna z Izraelem (40%) i Boliwią (43%). W porównaniu z rokiem 2007 nastąpił wzrost o 3 punkty procentowe.
Istnieją przesłanki wskazujące na to, że w ujęciu historiozoficznym, na przestrzeni dziejów, emancypacja homoseksualności jest pochodną stosunków ekonomiczno-społecznych i politycznych danej epoki, w szczególności ogólnego poziomu dobrobytu oraz stabilizacji politycznej (okresy pokoju), co wiąże się zwykle z przeludnieniem, nastawieniem pacyfistycznym i społecznym przyzwoleniem na niereprodukcyjne zachowania seksualne, w tym homoseksualność.

## Homoseksualność a pedofilia i wykorzystywanie seksualne dzieci

### Oświadczenia organizacji naukowych
Stanowisko Amerykańskiego Towarzystwa Psychologicznego:

Jednym z przejawów uprzedzeń jest zarzut, że geje stanowią szczególne zagrożenie dla dzieci. Jednakże wszystkie dostępne dane naukowe i doświadczenie kliniczne wskazują, że geje nie są bardziej skłonni do wykorzystywania seksualnego dzieci niż mężczyźni heteroseksualni.

Stanowisko Amerykańskiej Akademii Psychiatrii Dzieci i Młodzieży, Amerykańskiego Stowarzyszenia Zdrowia Publicznego, Amerykańskiego Stowarzyszenia Poradnictwa Psychologicznego i amerykańskiego Narodowego Stowarzyszenia Pracowników Socjalnych:

Jeden szczególnie ohydny mit głosi, że osoby homoseksualne (zwłaszcza płci męskiej) są ze swojej natury skłonne do wykorzystywania seksualnego dzieci. To oskarżenie jest fałszywe.

Stanowisko Polskiego Towarzystwa Seksuologicznego:

Przypisywanie osobom homoseksualnym szczególnej – w porównaniu do heteroseksualnych – skłonności do seksualnego wykorzystania dzieci stanowi nieuprawnione nadużycie, a rozpowszechnianie skojarzenia między homoseksualnością a pedofilią jest domeną ludzi nieświadomych i niekompetentnych bądź też uprzedzonych do ludzi homoseksualnych i sprzeciwiających się prawom obywatelskim tych osób. Podtrzymywanie społecznego przekonania o szczególnej skłonności osób homoseksualnych do seksualnego wykorzystywania dzieci jest krzywdzące dla homoseksualnej części społeczeństwa, przyczynia się do niezwykłej trwałości uprzedzeń wobec tych osób i utrudnia pełne funkcjonowanie psychologiczne homoseksualnych obywatelek i obywateli.

Stanowisko Stowarzyszenia Portugalskich Psychologów:

Przekonanie, że istnieje związek między pedofilią a homoseksualnością jest wciąż szeroko rozpowszechnione. Pogląd ten nie znajduje jednak potwierdzenia w badaniach empirycznych.

Stanowisko Południowoafrykańskiego Towarzystwa Psychologicznego:

Powszechnym przejawem uprzedzeń wobec osób homoseksualnych jest zarzut, że geje szczególnie stanowią zagrożenie dla dzieci. Jednak ze wszystkich dostępnych danych naukowych i doświadczenia klinicznego wynika, że geje nie są bardziej skłonni od mężczyzn heteroseksualnych do wykorzystywania seksualnego dzieci. Twierdzenia przeciwne poważnie wypaczają badania i opierają się na wątpliwych źródłach. Założenie, że homoseksualni mężczyźni są pedofilami również nie znajduje potwierdzenia w poważanych recenzowanych badaniach.

Stanowisko Południowoafrykańskiej Akademii Nauk:

Nie ma żadnych wiarygodnych badań naukowych pokazujących, że osoby o orientacji homoseksualnej są bardziej skłonne do wykorzystywania dzieci niż heteroseksualni sprawcy.

### Badania naukowe
Badania naukowe nie dają podstaw do twierdzenia, że mężczyźni homoseksualni są bardziej skłonni do wykorzystywania seksualnego dzieci niż inni mężczyźni. Pedofile zazwyczaj odczuwają pociąg seksualny do konkretnej płci dziecka. Skutkuje to podziałem pedofilów na homoseksualnych (pociągają ich chłopcy), heteroseksualnych (pociągają ich dziewczynki) i biseksualnych (pociągają ich zarówno chłopcy, jak i dziewczynki). Homoseksualni pedofile stanowią od 9 do 40% ogółu pedofilów, co stanowi odsetek około 4–20 razy większy niż odsetek dorosłych mężczyzn, których pociągają inni dorośli mężczyźni, w męskiej populacji. Nie oznacza to, że homoseksualni mężczyźni są bardziej skłonni do wykorzystywania seksualnego dzieci, tylko że większy odsetek pedofilów jest homoseksualny w swojej orientacji względem płci dziecka. Pedofile heteroseksualni preferują dziewczynki między 8. a 10. rokiem życia, a homoseksualni preferują chłopców między 10. a 13. rokiem życia. Dla części pedofilów nie ma znaczenia płeć dziecka, lecz jego wiek.

## Zachowania homoseksualne zwierząt

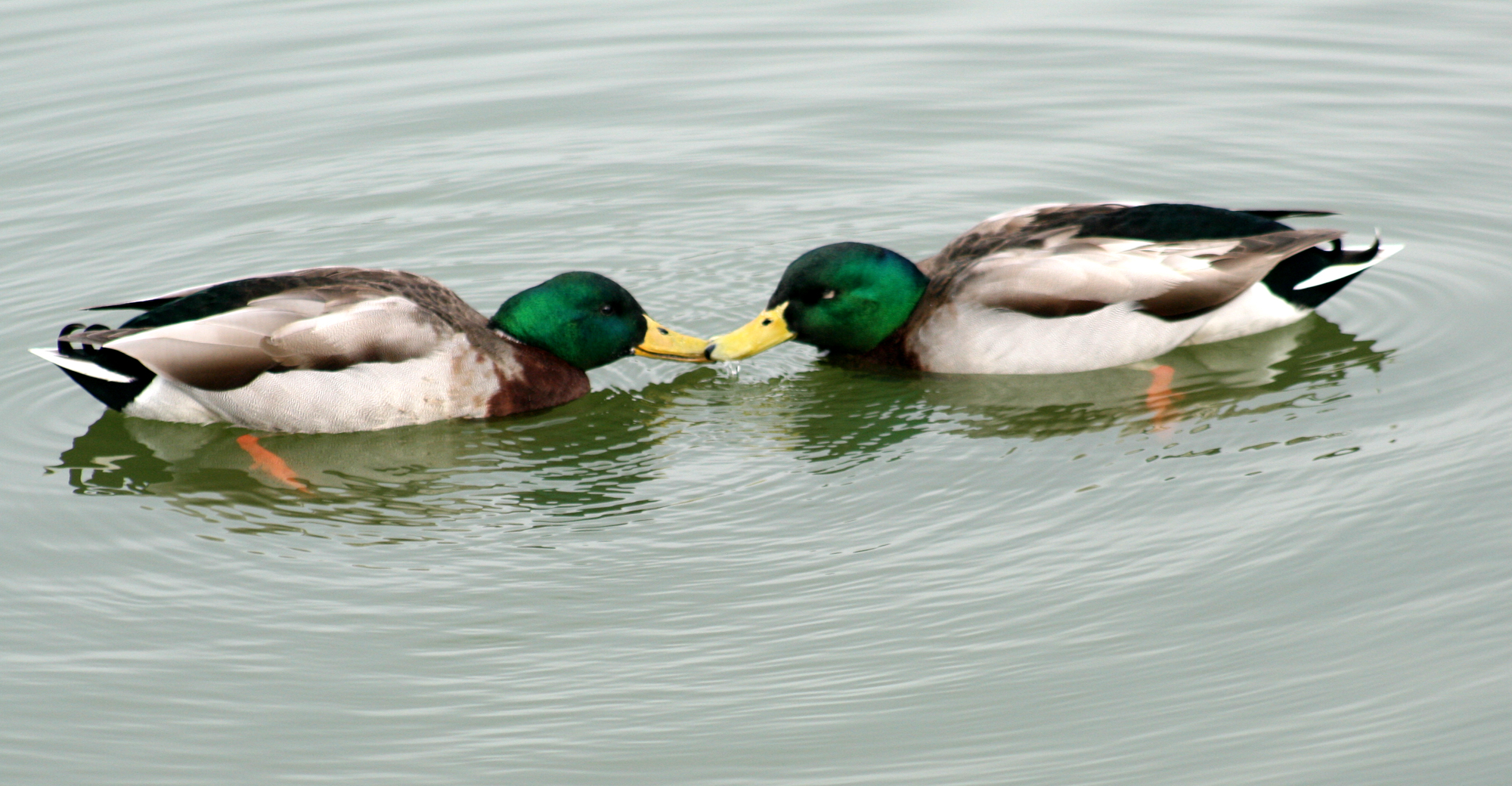
Dwa samce kaczki krzyżówki

Zachowania homoseksualne występują u kręgowców, szczególnie u gatunków żyjących w społecznościach, np. u ptaków morskich i ssaków, w tym wśród najbliżej spokrewnionych z człowiekiem szympansów. Zachowania takie zaobserwowano do tej pory u ponad 1500 żyjących na wolności gatunków, a zjawisko to dobrze udokumentowano u ponad pięciuset z nich.
Zachowania homoseksualne były wielokrotnie obserwowane u bizonów amerykańskich, częściej u samców niż u samic. Wśród samców są interpretowane jako przejaw dominacji, zabawy lub braku dostępu do samicy. Mogą występować równie często jak zachowania heteroseksualne. Zachowania homoseksualne obserwowane są niemal wyłącznie poza okresem godowym. Część zachowań homoseksualnych wśród samic ma miejsce w grupach trzech lub więcej osobników z udziałem wyłącznie samic lub także samców. Zachowania homoseksualne wśród samic mogą zwiększać szansę na kopulację z samcem, być przejawem dominacji lub umożliwiać synchronizację rui.
Wśród żyraf obserwuje się zachowanie nazywane necking – pocieranie szyją. Wśród dojrzałych samców zachowanie jest przejawem dominacji i służy ustaleniu hierarchii w grupie zwiększając szanse rozrodu samca wygrywającego pojedynek. Necking w formie delikatnej występuje pomiędzy dojrzałymi i dorastającymi samcami. Możliwe, że w tym przypadku także jest przejawem dominacji lub formą nauki młodych osobników.
W ogrodach zoologicznych w USA, Niemczech, Japonii i Nowej Zelandii w przypadku pingwinów zaobserwowano, że niektóre osobniki płci męskiej łączą się w pary na całe życie i zdarza się, że wspólnie budują gniazdo, w którym zamiast jajka umieszczają kamień próbując wysiadywać go. W 2004 roku pracownicy Centralnego Parku ZOO w USA eksperymentalnie podmienili jednej męskiej parze pingwinów kamień na prawdziwe jajko, po czym zaobserwowali, że para pingwinów otoczyła wyklute pisklę taką samą opieką, jak pary osobników płci przeciwnej. Zachowania homoseksualne wśród pingwinów potwierdziły ogrody zoologiczne w Niemczech, Japonii, Nowej Zelandii i Danii.
W hodowlach owiec obserwuje się, iż ok. 8% męskich osobników wykazuje jedynie homoseksualne preferencje. Dodatkowo zaobserwowano u nich różnice w budowie mózgów w stosunku do osobników wykazujących zachowania heteroseksualne.